# Franco Frigo

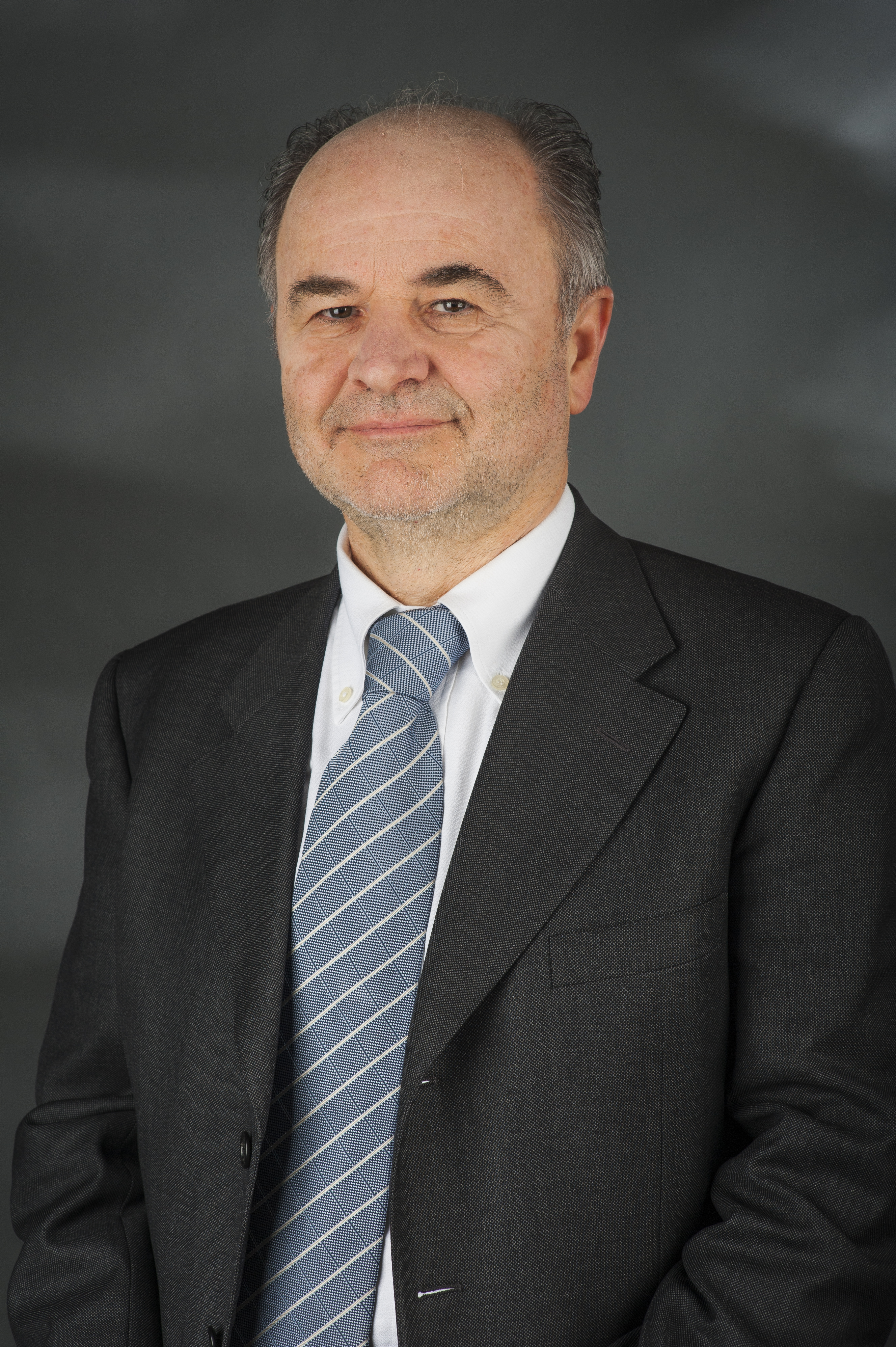
Franco Frigo 2014

Franco Frigo (* 13. August 1950 in Cittadella) ist ein italienischer Politiker des Partito Democratico.

## Leben
Frigo studierte Ingenieurwissenschaften an der Universität Padua und Architektur an der Universität Venedig. Seit 1974 ist er als Bauingenieur in Italien tätig. Von 1992 bis 1993 war Frigo kurzzeitig Präsident der Region Venetien. Frigo ist am 7. Mai 2013 als Abgeordneter im Europäischen Parlament nachgerückt.